# Luis Musrri
Luis Eduardo Musrri Saravia (Mallarauco, 24 dicembre 1969) è un allenatore di calcio ed ex calciatore cileno, di ruolo centrocampista.